# Rolando Alarcón

Rolando Alarcón

Rolando Alarcón Soto (* 5. August 1929 in Santiago de Chile, Chile; † 4. Februar 1973 ebenda) war ein chilenischer Sänger und Komponist. Als Folksänger war er ein wichtiger Vertreter der Nueva canción in Chile.

## Leben und Wirken
Rolando Alarcón war der Sohn einer Grundschullehrerin und eines Bergmanns. Als Kind zog er mit seiner Familie von Santiago zunächst nach Sewell. Als diese Bergbaustadt aufgegeben wurde, gelangte die Familie nach Chillán. Hier verbrachte Rolando den größten Teil seiner Kindheit und Jugend und wurde zum Grundschullehrer ausgebildet, trat auch als Pianist auf und kehrte in den 1950er Jahren nach Santiago zurück. 1955 schloss er sich dem Folklore-Ensemble von Margot Loyola an und war einige Jahre Leiter der von Loyola gegründeten Gruppe Cuncumén, die sich nach dem Militärputsch in Chile 1973 auflöste. In der Abteilung Folklore des Songfestivals von Viña del Mar gewann er 1970 eine Auszeichnung. Er starb im Februar 1973 an Kreislaufstillstand, als er anlässlich einer erneuten Austragung des Festivals in Viña del Mar ausgezeichnet werden sollte.
Alarcón veröffentlichte zahlreiche Studioalben, darunter chilenische Volkslieder mit Silvia Urbina bzw. Isabel und Ángel Parra, den Kindern von Violeta Parra, Vertonungen von Werken des russischen Dichters Jewtuschenko mit der Gruppe Inti-Illimani und Kompositionen über den spanischen Bürgerkrieg.